# Daniël Fridman

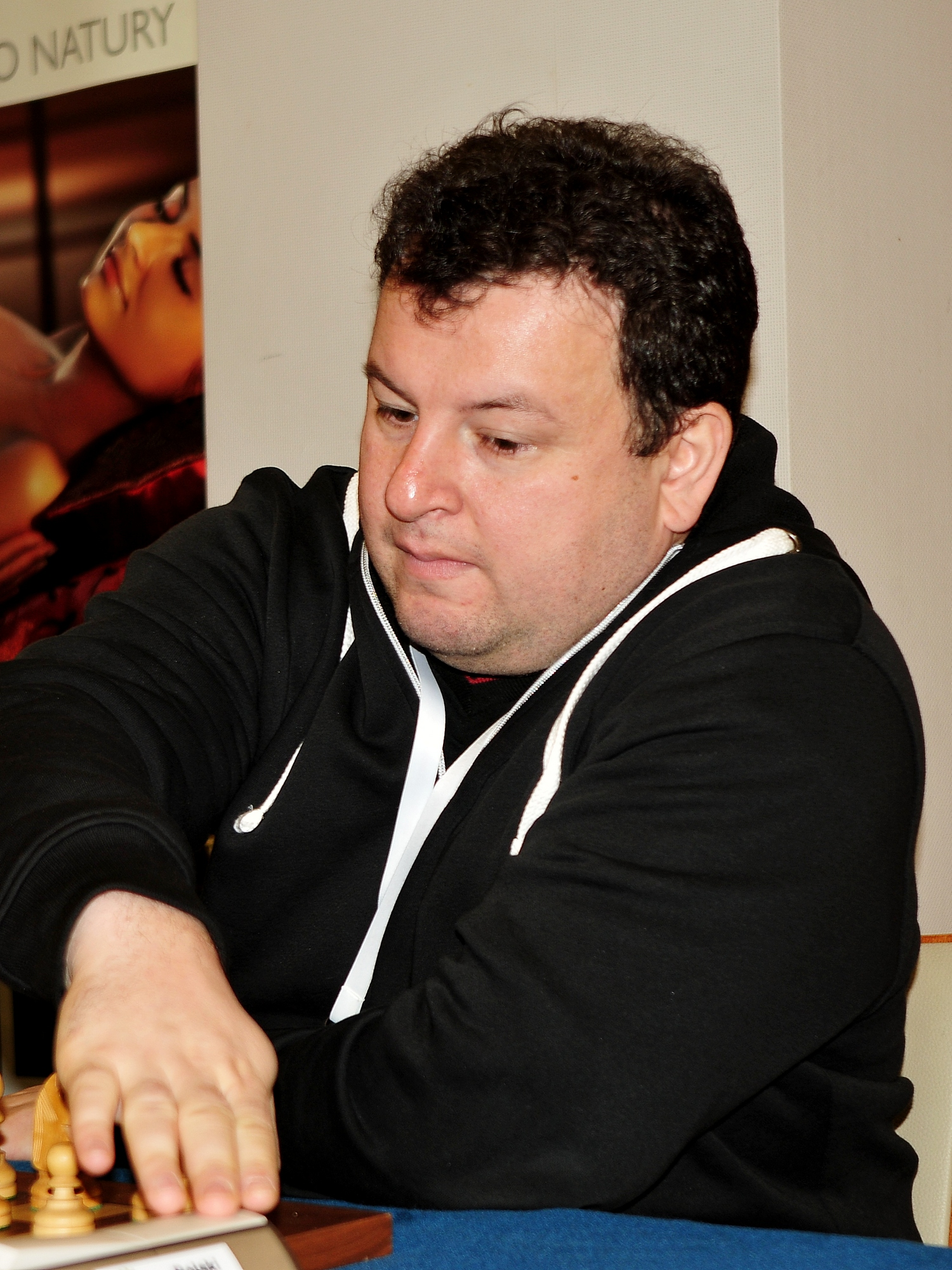
Daniël Fridman (2013)

Daniël Fridman (Riga, 15 februari 1976) is een Lets-Duitse schaker met een  FIDE-rating 2596 in 2016. Hij is, sinds 2001, een grootmeester (GM). 
Fridman is geboren in Letland. Hij was in 1996 kampioen van Letland.
In 1999 emigreerde hij naar Duitsland en sinds 2007 heeft hij de Duitse nationaliteit. Drie keer won hij het kampioenschap van Duitsland: in 2008 in Bad Wörishofen, in 2012 in Osterburg en in 2014 in Verden an der Aller.  

## Jeugd
Fridman werd geboren in Riga (Letland) in een Lets-Joodse familie. Op vierjarige leeftijd leerde hij schaken. Snel werd hij een regelmatig deelnemer aan jeugdtoernooien op nationaal, regionaal en internationaal niveau. In 1992 eindigde hij als derde op het jeugdwereldkampioenschap schaken in de categorie tot 16 jaar, in Duisburg. In 1994 werd hij Internationaal Meester (IM). 

## Schaakcarrière
- In 1996 won Daniël Fridman het kampioenschap van Letland.
- In 1997 werd hij gedeeld tweede, achter Sergej Movsesian, op het Wichern Open in Hamburg.
- In 1998 werd hij in het Beierse Senden, gelegen in het landkreis Neu-Ulm, gedeeld winnaar met Frank Holzke.
- In 1999 vestigde hij zich in Duitsland en in 2001 behaalde hij de titel 'grootmeester'.
- In 2001 won hij in de B-groep van een toernooi in Essen.
- Op 5 februari 2005 werd in Dordrecht het Nederlands snelschaak-kampioenschap gespeeld. Fridman eindigde met 24 punten op de derde plaats.
- In 2002 won hij het Recklinghausen Summer Open en het Zürich Christmas Open.
- In 2003, 2004 en 2005 won hij het open kampioenschap van Gouda.[2] In 2006 en in 2018 eindigde hij er op een gedeelde tweede plaats. In 2008 en 2010 was hij derde.
- In 2003 won hij de B-groep van het Southampton Parish (Bermuda) toernooi.
- In 2004 won hij in Stratton Mountain (Vermont).
- Via internet nam hij met succes deel aan de Dos Hermanas toernooien van 2004 en 2005.
- Op het zesde internationale toernooi Dos Hermanas, in Sevilla, (maart 2005, 1300 deelnemers) eindigde Fridman op de eerste plaats.
- Eind maart 2005 werd in Almelo door Fridman het open Cogas energie toernooi gewonnen.
- In mei 2005 werd in Minneapolis het Global Chess Challenge toernooi gehouden. Fridman eindigde met 7 punten op een gedeelde tweede plaats.
- In juni 2005 werd in Spijkenisse het 5e Delta open gewonnen door Fridman met 6 punten uit 7 ronden.
- In september 2005 werd in Gouda het derde Siom open toernooi door Fridman gewonnen met 6 uit 7.
- In 2006 won hij in Marseille, Nürnberg, Lausanne en Venaco (Corsica).
- Ook won hij in 2006 het Hypercube snelschaaktoernooi, georganiseerd door schaakvereniging Schaakclub Utrecht.[3]
- In 2007 won hij het Liverpool International Open.[4]
- In 2008 won hij het nationale Duitse schaakkampioenschap in Bad Wörishofen.
- In 2009 nam hij deel aan de Maccabiade in Israël.[5]
- In november 2011 was hij onderdeel van het Duitse team dat winnaar werd van het Europees schaakkampioenschap voor landenteams.
- In november 2012 zette hij het Remco Heite-schaaktoernooi op zijn naam.
- In juni 2013 won hij met 8½ uit 9 het HSC/De Legibus Open in Helmond. Hij won dit toernooi opnieuw in 2015.
- In 2014 werd hij zesde bij het Liepajas Rokade toernooi[6] in Liepaja, bij het bijbehorende blitztoernooi eindigde hij als tweede.
- In 2019 won Fridman via de tiebreak score het Grenke Open in Karlsruhe, voor Anton Korobov, Andreas Heimann, Samvel Ter-Sahakyan, Dommaraju Gukesh, Matthias Blübaum, Alexander Donchenko en Tamás Bánusz; allen behaalden 7½ pt. uit 9.[7]

Hij is sterk in snelschaken; in 2000 won hij het rapidtoernooi van Essen en in 2008 het Nederlands Open rapidtoernooi.

## Persoonlijk leven
Fridman is getrouwd met de Amerikaanse Anna Zatonski, grootmeester schaken bij de vrouwen (WGM). Ze hebben een dochter en een zoon. Fridmans jongere broer Rafaël (geboren in 1979) schaakt ook, hij is een Internationaal Meester. 

## Schaakteams
Hij speelde in 1996 aan bord 4 van het herenteam van Letland bij de 32e Schaakolympiade, gehouden in Jerevan. In 1997 nam hij met Letland deel aan het EK landenteams in Pula. Hij speelde aan het eerste bord bij de Schaakolympiades van 2004, in Calvià en van 2006, in Turijn. Toen hij Duits staatsburger was geworden, ging hij over naar de Duitse schaakfederatie. Nadat hij in 2008 kampioen van Duitsland was geworden werd hij opgenomen in het Duitse team bij de Olympiade in Dresden in 2008. In 2018 won Fridman een individuele gouden medaille voor zijn resultaat aan het vierde bord bij de 43e Schaakolympiade in Batoemi.
In de Duitse bondscompetitie speelt hij sinds 2004 voor de schaakvereniging Mulheim Nord, waar hij teamcaptain is. In Nederland speelt hij sinds 2004 bij HMC Calder. In België speelt hij sinds 2008 voor Schachfreunde Wirtzfeld.   
Hij nam deel aan de European Club Cup, in 2008 met SV Mülheim-Nord (aan bord 3) en in 2009 met HMC Calder (aan het eerste bord).